# 경상북도의 중학교 목록
다음 목록은 경상북도에 있는 중학교 목록이다.

## 가
가은중학교 · 
감문중학교 · 
감천중학교 · 
감포중학교 · 
강구중학교 · 
개령중학교 · 
경구중학교 · 
경덕중학교 · 
경북중부중학교 · 
경북체육중학교 · 
경산여자중학교 · 
경산중학교 · 
경안여자중학교 · 
경안중학교 · 
경주여자중학교 · 
경주중학교 · 
계림중학교 · 
고령중학교 (개진분교) · 
광평중학교 · 
구룡포중학교 · 
구미신평중학교 · 
구미여자중학교 · 
구미인덕중학교 · 
구미중학교 · 
구천중학교 · 
근화여자중학교 · 
금계중학교 · 
금성중학교 · 
금오중학교 · 
금천중학교 · 
금호여자중학교 · 
금호중학교 · 
기계중학교 (기북분교) · 
기성중학교 · 
길안중학교 · 
길주중학교 · 
김천석천중학교 · 
김천여자중학교 · 
김천중앙중학교 · 
김천중학교

## 나
낙동중학교 · 
낙운중학교 · 
남산중학교 · 
남정중학교 · 
내서중학교

## 다
다산중학교 · 
다인중학교 · 
단산중학교 · 
대구가톨릭대학교 사범대학 부속 무학중학교 · 
대도중학교 · 
대동중학교 · 
대보중학교 · 
대송중학교 · 
대영중학교 · 
대창중학교 · 
대흥중학교 · 
도개중학교 · 
도송중학교 · 
동로중학교 · 
동명중학교 · 
동산여자중학교 · 
동지여자중학교 · 
동지중학교

## 마
마성중학교 · 
매전중학교 · 
매화중학교 · 
명인중학교 · 
모계중학교 · 
모서중학교 · 
무산중학교 · 
무을중학교 · 
문경서중학교 · 
문경여자중학교 · 
문경중학교 · 
문명중학교 · 
문성중학교 · 
문화중학교 · 
물야중학교

## 바
벽진중학교 · 
별빛중학교 · 
병곡중학교 · 
복주여자중학교 · 
봉곡중학교 · 
봉양중학교 · 
봉화중학교 · 
부구중학교 · 
부석중학교 · 
북삼중학교 · 
북후중학교 · 
불국중학교

## 사
사동중학교 · 
산내중학교 · 
산동중학교 (구미시) · 
산동중학교 (영천시) · 
산북중학교 · 
산양중학교 · 
삼성중학교 · 
삼성현중학교 · 
상도중학교 · 
상모중학교 · 
상주여자중학교 · 
상주중학교 · 
상지여자중학교 · 
서라벌여자중학교 · 
서포중학교 · 
석보중학교 · 
석적중학교 · 
석전중학교 · 
석포중학교 · 
선덕여자중학교 · 
선산중학교 · 
선주중학교 · 
성남여자중학교 · 
성산중학교 · 
성신여자중학교 · 
성의여자중학교 · 
성의중학교 · 
성주여자중학교 · 
성주중학교 (가천분교) · 
소수중학교 · 
소천중학교 · 
송도중학교 · 
송라중학교 · 
송정여자중학교 · 
수륜중학교 · 
수비중학교 · 
순심여자중학교 · 
순심중학교 · 
신광중학교 · 
신녕중학교 · 
신동중학교 · 
신라중학교 · 
신상중학교 · 
신흥중학교 · 
쌍림중학교

## 아
아포중학교 · 
아화중학교 · 
안강여자중학교 · 
안강중학교 · 
안계중학교 · 
안덕중학교 · 
안동여자중학교 · 
안동중학교 · 
압량중학교 · 
약목중학교 · 
양남중학교 · 
양덕중학교 · 
양북중학교 · 
양학중학교 · 
어모중학교 · 
영광여자중학교 · 
영광중학교 · 
영덕여자중학교 · 
영덕중학교 · 
영동중학교 · 
영안중학교 · 
영양여자중학교 · 
영양중학교 · 
영일중학교 · 
영주여자중학교 · 
영주중학교 · 
영천여자중학교 · 
영천중학교 · 
영해중학교 · 
예천여자중학교 · 
예천중학교 · 
오상중학교 · 
오천중학교 · 
오태중학교 · 
옥계동부중학교 · 
옥계중학교 · 
옥산중학교 · 
온정중학교 · 
왜관중학교 · 
외동중학교 · 
용궁중학교 · 
용문중학교 · 
용성중학교 · 
용암중학교 · 
용운중학교 · 
우곡중학교 · 
운남중학교 · 
울릉중학교 · 
울진중학교 · 
웅부중학교 · 
월성중학교 · 
유강중학교 · 
율곡중학교 · 
은척중학교 · 
은풍중학교 · 
의성여자중학교 · 
의성중학교 · 
이서중학교 · 
인동중학교 · 
인평중학교 · 
일직중학교

## 자
자인여자중학교 · 
자인중학교 · 
장곡중학교 · 
장기중학교 · 
장산중학교 · 
장흥중학교 · 
점촌중학교 · 
죽변중학교 · 
중모중학교 · 
지보중학교 · 
지품중학교 · 
지품천중학교 · 
진량중학교 · 
진보중학교 · 
진성중학교 · 
진평중학교

## 차
창포중학교 · 
천생중학교 · 
청도중학교 · 
청량중학교 · 
청리중학교 · 
청송여자중학교 · 
청송중학교 (부동분교) · 
청통중학교 · 
청하중학교 · 
초전중학교 · 
축산중학교 · 
춘양중학교 (서벽분교)

## 타
탑리여자중학교

## 파
평해중학교 · 
포항동해중학교 · 
포항여자중학교 · 
포항영신중학교 · 
포항이동중학교 · 
포항제철중학교 · 
포항중학교 · 
포항포은중학교 · 
포항항도중학교 · 
풍각중학교 · 
풍기중학교 · 
풍산중학교 · 
풍양중학교 · 
풍천중학교

## 하
하양여자중학교 · 
한일여자중학교 · 
함창중학교 · 
해마루중학교 · 
해평중학교 · 
현동중학교 · 
현서중학교 · 
현일중학교 · 
형곡중학교 · 
형남중학교 · 
화동중학교 · 
화랑중학교 · 
화령중학교 · 
화북중학교 · 
화산중학교 · 
환호여자중학교 · 
후포중학교 · 
흥해중학교